# دنیل لوی (بازیکن بسکتبال)
دنیل لوی (انگلیسی: Daniel Levy; ۲۹ اکتبر ۱۹۳۰ – ۱ ژوئن ۲۰۲۰) بازیکن بسکتبال اهل اسرائیل بود. وی در بازی‌های المپیک تابستانی ۱۹۵۲ شرکت کرده‌است.